# Vilar de Arca
Vilar de Arca é uma aldeia da freguesia de Santiago de Piães, Município de Cinfães, Distrito de Viseu. Atualmente está em constante evolução no futebol.

## Associações
- APDMI - Associação Promotora de Melhoramentos e defesa dos interesses de Vilar de Arca